# NGC 2397
NGC 2397 је спирална галаксија у сазвежђу Летећа риба која се налази на NGC листи објеката дубоког неба.
Деклинација објекта је - 69° 0' 5" а ректасцензија 7h 21m 19,5s. Привидна величина (магнитуда) објекта NGC 2397 износи 11,9 а фотографска магнитуда 12,7. Налази се на удаљености од 21,292 милиона парсека од Сунца. NGC 2397 је још познат и под ознакама ESO 58-30, IRAS 07214-6854, PGC 20766.